# Eazzy
Eazzy là tên chuyên nghiệp của Mildred Ashong (sinh ngày 1 tháng 8 năm 1986), một ca sĩ, rapper và nhạc sĩ người Ghana.

## Tuổi thơ
Ashong theo học tại trường St Anthony's Junior và JSS, Mfantsiman, Viện ngôn ngữ, Đại học nghiên cứu chuyên nghiệp và Học viện tiếp thị Chartered UK. Cô tốt nghiệp sau đại học ngành tiếp thị điều lệ Vương quốc Anh tại Birmingham, tại Nhà hát Giao hưởng vào tháng 11 năm 2008.

## Sự nghiệp
Sau một năm hoạt động trong ngành công nghiệp âm nhạc, cô đã phát hành album đầu tay Twinkle vào tháng 8 năm 2010. Nó được hỗ trợ bởi ba đĩa đơn: "Bo Wonsem Ma Me", "Wengeze" và trộm One Gal". Giải thưởng Video âm nhạc 4Syte 2010, cũng như năm đề cử tại Giải thưởng Âm nhạc Ghana 2011.
Sự hợp tác của cô với Richie trong bài hát "One Gal" đã mang lại cho cô giải thưởng cho Video câu chuyện hay nhất trong năm tại Giải thưởng Video âm nhạc 4Syte 2011.
Vào năm 2012, Eazzy và Lynx Entertainment đã hủy bỏ hợp đồng kinh doanh của họ và chia tay nhau. Cô đã ký hợp đồng với Công ty phân phối của Châu Phi năm 2014.
Album thứ hai của cô Against All Odds đã được phát hành trên iTunes vào năm 2014. Nó bao gồm các đĩa đơn nổi tiếng "Go Go Wind", "Scream" và "Bad to da Bone", phần sau có giọng hát của Edem. Cô đã tổ chức Giải thưởng Âm nhạc Ghana vào năm 2014 và 2015. Cô là giám khảo chính thức cho The Next Big Thing, một loạt tài năng hip hop. Hơn nữa, cô là giám khảo trong các phần 4, 5 và 7 của MTN Hit Maker.
Cô đã phát hành "Kpakposhito", "Nana" kết hợp với Stonebwoy, "Mãi mãi" với Mr Eazi, "Power" kết hợp với Shatta Wale, cũng như đĩa đơn Hiplife/Afrobeats solo "Obaa Gbemi".

## Danh sách đĩa hát
- Twinkle (2010)
- Against All Odds (2014)
- '' Solo Ep (2019)

## Giải thưởng
- Video câu chuyện hay nhất năm 2011 - Giải thưởng video âm nhạc 4Syte [6]
- Video nữ hay nhất năm 2016 - Giải thưởng Video âm nhạc 4Syte [7]
- Biểu tượng thời trang tốt nhất Ghana Kids Choice Awards [8]